# Họ Thanh tùng
Họ Thanh tùng hay họ Thông đỏ (danh pháp khoa học: Taxaceae), khi hiểu theo nghĩa hẹp (sensu stricto) là một họ của 3 chi và khoảng 7 tới 12 loài thực vật quả nón, còn khi hiểu theo nghĩa rộng (sensu lato) là họ của 6 chi và khoảng 30 loài.
Họ này chủ yếu là các loài cây bụi hay cây thân gỗ nhỏ nhiều cành. Lá của chúng thường xanh, sắp xếp theo hình xoắn ốc, thường vặn xoắn tại gốc lá để xuất hiện theo kiểu 2 hàng. Các lá có dạng thẳng hay hình mũi mác, với dải khí khổng màu lục nhạt hay trắng ở mặt dưới. Các loài phần lớn là đơn tính khác gốc, ít khi đơn tính cùng gốc. Các nón đực dài khoảng 2–5 mm, tung phấn ra vào đầu mùa xuân. Các nón cái bị suy giảm mạnh, chỉ có một lá noãn và một hạt. Khi hạt chín, lá noãn phát triển thành áo hạt nhiều thịt, bao phủ một phần của hạt. Áo hạt khi chín có màu sáng, mềm, nhiều nước và ngọt, chúng bị một số loài chim ăn và nhờ đó mà hạt được phát tán khi chim đánh rơi chúng.

### Phân loại

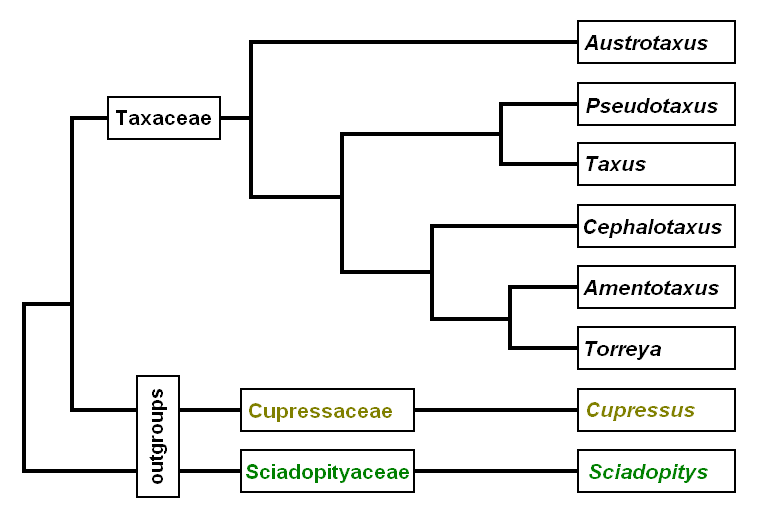
Phát sinh loài của các họ Taxaceae (nghĩa hẹp) và Cephalotaxaceae - lưu ý rằng cả hai nhóm này đều tiến hóa từ các thực vật quả nón khác

Họ Taxaceae hiện tại nói chung được gộp cùng các nhóm thực vật quả nón khác trong bộ Thông (Pinales), do các phân tích DNA đã chỉ ra rằng các loài thanh tùng nói chung là đơn ngành với các họ khác trong bộ Thông (Chase và ctv., 1993; Price, 2003), một kết luận được hỗ trợ thêm bởi các nghiên cứu vi hình thái học (Anderson & Owens, 2003). Trước đây, chúng thường được coi là khác biệt với các thực vật quả nón khác bằng cách đặt vào một bộ riêng gọi là Taxales (bộ Thanh tùng).
Các chi Torreya và Amentotaxus, trước đây được đặt trong họ Taxaceae nghĩa hẹp, nhưng hiện nay người ta cho rằng tốt nhất nên xếp chúng trong họ Cephalotaxaceae nếu coi họ này là một họ riêng biệt, do các thử nghiệm bộ gen cho thấy chúng có quan hệ họ hàng gần gũi với chi Cephalotaxus hơn là với chi Taxus. Tất nhiên là chúng cũng có thể cùng với chi Cephalotaxus được xếp trong họ Taxaceae theo nghĩa rộng như là một họ bao gồm cả hai họ Taxaceae nghĩa hẹp và Cephalotaxaceae (Price, 2003). Trong ngữ cảnh này thì họ Taxaceae bao gồm 6 chi và khoảng 30 loài.
Các khác biệt giữa Taxaceae (nghĩa hẹp) và Cephalotaxaceae như bảng dưới đây:
| Họ                      | Taxaceae             | Cephalotaxaceae     |
| ----------------------- | -------------------- | ------------------- |
| Áo hạt                  | Bao phủ một phần hạt | Bao phủ toàn bộ hạt |
| Thời gian phát triển    | 6-8 tháng            | 18-20 tháng         |
| Độ dài hạt trưởng thành | 5–8 mm *             | 12–40 mm            |

Lưu ý: *: Tới 25 mm ở chi Austrotaxus.
Một số ít các nhà thực vật học chuyển chi Austrotaxus vào họ riêng của chính nó là Austrotaxaceae, gợi ý rằng nó có thể có quan hệ gần gũi với họ Podocarpaceae hơn là so với các chi khác trong họ Taxaceae, nhưng các chứng cứ nghiên cứu bộ gen không hỗ trợ cho điều này.